# Istituto Nazionale di Studi Etruschi e Italici
L'Istituto Nazionale di Studi Etruschi ed Italici est une institution fondée en 1925 pour la promotion de l'« étruscologie  » dont le siège est à Florence, en Toscane, Italie.
L'institut a d'abord été créé sous le nom de Comitato Permanente per l'Etruria et rebaptisé Istituto di Studi Etruschi en 1932. Ce changement de nom est dû aux souhaits exprimés lors du 1er congrès étruscologique international à Florence en 1928. Avec les statuts de l'institut, adoptés en 1951, le nom officiel d'Istituto di Studi Etruschi ed Italici a été créé, qui en 1989 a de nouveau été transformé en Istituto Nazionale di Studi Etruschi ed Italici.
Selon les statuts de 1989, l'Institut a pour mission de promouvoir, renforcer et coordonner la recherche et les études sur la culture et la société des Étrusques, mais aussi des autres Italiques. Depuis 1927, la revue Studi Etruschi est publiée. Des séries monographiques et des volumes de rapports sont publiés au nom de l'Institut : les Monumenti Etruschi, la Biblioteca di Studi Etruschi, la Capua Preromana et les Atti di Convive. Ces dernières comprennent les contributions aux réunions annuelles ou biennales des membres de l'Institut. 
L'Institut a également assumé le patronage du Corpus Speculorum Etruscorum - l'enregistrement scientifique de tous les miroirs en bronze étrusques - qui a été fondé sur son initiative en 1973. Il assure des tâches éditoriales et supervise la restauration et le dessin des miroirs nécessaires aux publications. Dans la mesure du possible, elle fournit également une aide financière pour la préparation des publications.
L'institut est divisé en différentes sections :
- Étrurie du Nord et Italie du Nord
- Allemagne
- France
- Autriche
- États-Unis d'Amérique.

Chacune de ces sections a ses propres membres et un chef responsable de la section.
Massimo Pallottino en a été le président de 1972 à 1995. Depuis 1995, le poste est passé à Guglielmo Maetzke. Le président de l'institut jusqu'en 2017 était Giovannangelo Camporeale. Depuis 2017, le président est Giuseppe Sassatelli.
Parmi les membres éminents figurent Luciano Agostiniani, Luciana Aigner-Foresti, Gilda Bartoloni, Larissa Bonfante, Giacomo Caputo, Dominique Briquel, Giovanni Colonna, Carlo De Simone, Sybille Haynes, Michel Gras, Marie-Laurence Haack, Alain Hus, Venceslas Kruta, Antonio Minto, Friedhelm Prayon, Marta Sordi, Nancy Thomson de Grummond, Jean-Paul Thuillier, Mario Torelli, Jean MacIntosh Turfa. 

## Source
- (de) Cet article est partiellement ou en totalité issu de l’article de Wikipédia en allemand intitulé « Istituto Nazionale di Studi Etruschi ed Italici » (voir la liste des auteurs).